# シャン・クレール
株式会社シャン・クレールは、婚活パーティーを中心としたイベント企画・運営会社。

## 概要
お見合いパーティー、婚活パーティーの企画・運営。その他合コン・街コンの企画・運営や異業種交流パーティーの企画・運営。二次会、懇親会、同窓会などのパーティー会場の貸切・運営。

## 主な会場

### 東京エリア
- 新宿会場① - ヒルトンホテルB1F Hiltopia ～バンケットHall　(2016年2月リニューアルオープン)
- 新宿会場② - ヒルトンホテルB1F Hiltopia ～スイートHall　(2016年2月リニューアルオープン)
- 新宿会場③ - ヒルトンホテルB1F Hiltopia ～パーティーRoom　(2016年2月リニューアルオープン)
- 新宿個室会場 - ヒルトンホテルB1F Hiltopia 〜個室ラウンジ　(2017年1月リニューアルオープン)
- 銀座会場 - 紙パルプ会館3F ～銀座フェニックスプラザ
- 銀座ZX会場 - ゼットエックス銀座ビル10F ～パノラマラウンジ　(2015年6月リニューアルオープン)
- 有楽町会場 - 銀座SFビル10F ～アトリウムRoom
- 東京個室会場 - NTA日本橋ビルB1F ～個室ラウンジ　(2016年4月オープン)
- 池袋会場 - 東武アネックス3F ～オープンカフェ　(2016年4月オープン)
- 池袋個室会場 - 東武アネックス3F ～個室ラウンジ　(2016年4月オープン)
- 恵比寿会場 - 恵比寿カルフール ～パーティー Room
- 吉祥寺会場 - 喫茶シェモア～イベントホール
- 立川会場 - パークアベニューF～オープンカフェ　(2017年9月オープン)
- 町田会場 - 町田市文化交流センター5F ～サルビア
- 八王子会場 - イベントスペースサニ1F ～パーティーRoom
- 表参道会場 - パサージュ青山2F～3rd_PAGE　(2017年8月オープン)

### 関東エリア
- 横浜会場 - 横浜天理ビル13F ～オープンカフェ　(2016年4月オープン)
- 横浜個室会場 - 横浜天理ビル13F ～個室ラウンジ　(2016年4月オープン)
- 川崎会場 - ラゾーナ川崎プラザPlaza West 5F ～ラゾーナクラブ
- 大宮会場 - 松亀センタービル5F ～個室ラウンジ (2018年5月オープン)
- 川越会場 - ラ・ボア・ラクテ3F ～Wedding Hall
- 熊谷会場 - キングアンバサダーホテル熊谷1F　～バンケットRoom
- 千葉会場 - センシティタワー6F～オープンカフェ　(2017年6月オープン)
- 船橋会場 - ホテルトレンド船橋2F ～バンケットRoom
- 幕張会場 - ホテルフランクス14F ～ル・シエル／エトワール
- 成田会場 - ホテルウェルコ成田3F ～バンケットRoom
- 柏会場 - 柏セントラルビル6F～イベントHall
- つくば会場 - オークラフロンティアホテルつくば アネックス2F
- 水戸会場 - 水戸京成ホテル4F ～パーティーRoom
- 高崎会場 - 高崎アーバンホテル10F ～Rosso(ロッソ)
- 宇都宮会場 - ダイニングレストラン＆カフェ グラフィックス

### 甲信越・北陸エリア
- 甲府会場 - 甲府ホテルニューステーション1F ～パーティーRoom
- 新潟会場 - 新潟京浜ホテル1F ～パーティーRoom
- 金沢会場 - 金沢マンテンホテル駅前2F ～パーティーRoom
- 長野会場 - ホテルサンルート長野東口2F～パーティーRoom
- 松本会場 - ホテルトレンド松本1F～パーティーRoom

### 北海道エリア
- 札幌①会場 - 札幌テレビ塔2F～イベントHall
- 札幌②会場 - アスティ45ビル2F～オープンカフェ(2016年12月オープン)
- 札幌個室会場 - アスティ45ビル2F～個室ラウンジ(2016年12月オープン)
- 函館会場 - ホテルリソル函館3F～パーティーRoom(2017年3月オープン)
- 旭川会場 - トーヨーホテル3F～サファイア(2017年4月オープン)

### 東北エリア
- 青森会場 - リンクモア平安閣市民ホール1F～スケルツォ2(2017年3月オープン)
- 郡山会場 - 郡山商工会議所4F～パーティーRoom(2017年4月オープン)
- 福島会場 - MAXふくしま4F A･O･Z～アオウゼ～パーティーRoom(2017年4月オープン)
- 仙台個室会場 - ソララプラザ2F ～個室ラウンジ(2017年8月オープン)
- 盛岡会場 - いわて県民情報交流センターアイーナ7F～パーティーRoom(2018年6月オープン)
- 山形会場 - ヤマコーホール7F～パーティーRoom(2018年6月オープン)

### 東海エリア
- 名古屋会場① - 名古屋キャッスルプラザ1F ～パーティーRoom
- 名古屋会場② - 第三千福ビル4F～オープンカフェ(2016年10月オープン)
- 名古屋個室会場 - アクロスキューブ名古屋4F ～個室ラウンジ(2017年4月オープン)
- 栄会場 - スズワン02ビル8F　～パーティーRoom(2017年3月オープン)
- 岐阜会場 - じゅうろくプラザ4F ～パーティーRoom
- 四日市会場 - グリーンズホテルズ新四日市4F ～バンケットRoom
- 津会場 - 第一ビル5F～パーティーRoom
- 浜松会場 - 浜松アクトタワー3F～オープンカフェ(2017年4月オープン)
- 浜松個室会場 - 浜松アクトタワー3F～個室ラウンジ(2017年4月オープン)
- 静岡会場 - Den bill2F～パーティーRoom
- 豊橋会場 - 豊鉄ターミナルホテル9F～パーティーRoom(2018年9月オープン)
- 沼津会場 - 沼津Cafeフラン2F～パーティーRoom(2018年9月オープン)

### 関西エリア
- 大阪駅前第2ビル会場 - 大阪駅前第2ビル4F ～展望ラウンジ
- 大阪駅前第4ビル会場 - 大阪駅前第4ビル19F ～スカイラウンジ
- 大阪個室パーティー会場 - 大阪駅前第3ビル20F ～個室ラウンジ
- グランフロント大阪会場 - グランフロント大阪10F　～パーティーRoom
- なんば会場 - なんばカルチャービル4F・5F ～バンケットRoom
- 心斎橋会場 - Barラウンジ エデン
- 京都個室会場 - ONビル6F～個室ラウンジ (2018年6月オープン)
- 京都会場 - SAKIZO本社ビル1F ～オープンカフェ (2018年5月オープン)
- 奈良会場 - Acty奈良5F・6F ～バンケットRoom
- 神戸個室会場 - 三浦ビル3F～個室ラウンジ
- 神戸会場 - 三浦ビル3F～パーティーRoom
- 滋賀会場 - ホテルテトラ大津2F ～バンケットRoom
- 和歌山会場 - 和歌山JAビル2F ～パーティーRoom (2016年8月オープン)
- 姫路会場 - クラウンヒルズ姫路2F ～パーティーRoom (2016年9月オープン)

### 中国・四国エリア
- 広島会場 - Balcom大手町ビル ～オープンカフェ (2017年10月オープン)
- 岡山会場 - レガロホテル岡山1F～パーティーRoom
- 徳島会場 - ホテル千秋閣6F・10F ～パーティーRoom
- 高松会場 - 高松国際ホテル ～パーティーRoom
- 宇多津会場 - 宇多津グランドホテル1F　～パーティーRoom
- 松山会場 - ホテルトップイン松山1F ～パーティーRoom
- 伊予三島会場 - ホテルリブマックス伊予三島1F ～パーティーRoom
- 新居浜会場 - ホテルマックスビジョン・新居浜2F ～パーティーRoom
- 高知会場 - 高知共済会館4F ～COMMUNITY SQUARE

### 九州・沖縄エリア
- 天神個室会場 - 天神27ビル8F ～個室ラウンジ (2016年4月オープン)
- 天神会場 - サウスサイドテラス3F～　オープンカフェ
- 博多会場 - 住友生命博多ビルB1F～オープンカフェ(2016年12月オープン)
- 小倉会場 - ステーションホテル小倉5F ～パーティ―Room
- 長崎会場 - ホテルセントヒル長崎4F～パーティーRoom
- 熊本個室会場 - auneKUMAMOTO(アウネクマモト)4F　～個室ラウンジ (2018年4月オープン)
- 宮崎会場 - エアラインホテル5F～パーティーRoom
- 鹿児島会場 - 天文館ビジョンホール5F ～パーティーRoom A (2016年9月オープン)
- 沖縄会場 - Bacchus (バッカス) ～パーティーRoom

## 沿革
1994年11月
株式会社シャンクレールを設立。日本初となるお見合いパーティー事業として創業。銀座に新会場開設
1996年4月
新宿に新会場開設
1998年8月
横浜に新会場開設
2002年4月
立川、大宮に新会場開設
2004年5月
有楽町に新会場開設
2004年8月
千葉に新会場開設
2006年1月
本社を新宿会場(住友ビル)に開設
2009年10月
川越に新会場開設
2010年4月
成田に新会場開設
CSR(社会貢献）活動 環境省『チャレンジ25キャンペーン』参加
2011年1月
柏に新会場開設
2011年6月
浦和、熊谷に新会場開設
2011年9月
『Yahoo! JAPAN JWord』提供のアライアンスパートナーになる
2012年1月
『All About』公式婚活アドバイザー認定
『Pマーク(プライバシーマーク)』取得
2013年7月
大阪駅前第2ビルに新会場開設
2013年8月
大阪駅前第4ビルに新会場開設
2014年1月
CSR(社会貢献）活動 『Fun to Share』賛同
2014年2月
大阪個室、町田、宇都宮に新会場開設
2014年3月
京都①、心斎橋、神戸に新会場開設
2014年4月
『合コン事業部』開設
2014年5月
CSR(社会貢献）活動 グリーンサイトライセンス 『GSL』参加
2014年8月
CSR(社会貢献）活動 『全国骨髄バンク推進連絡協議会』賛助
2014年9月
銀座会場リニューアル
2014年10月
奈良、東京に新会場開設
2014年11月
恵比寿、つくばに新会場開設
2015年1月
CSR(社会貢献）活動 『日本補助犬協会』寄付
2015年3月
沖縄、甲府、名駅笹島に新会場開設
株式会社リクルート『ゼクシィ縁結び』婚活パーティー事業提携開始
2015年4月
CSR(社会貢献）活動 『公益財団法人エイズ予防財団』寄付
松山に新会場開設
『街コン事業部』開設
2015年5月
栄、広島、高松に新会場開設
『一般社団法人 結婚・婚活応援プロジェクト』参画
CSR(社会貢献）活動 『公益財団法人 日本ユニセフ協会』寄付
2015年6月
伊予三島、新居浜、徳島に新会場開設
『二次会事業部』開設
2015年7月
銀座ZX、グランフロント大阪、渋谷に新会場開設
2015年8月
前橋、高崎、なんばに新会場開設
2015年9月
名古屋①、名古屋②、博多に新会場開設
CSR(社会貢献）活動 『国際協力NGOワールド・ビジョン・ジャパン』寄付
2015年10月
高知、宇田津に新会場開設
株式会社リクルート『ゼクシィ縁結びPARTY』共同開催開始
2015年11月
天神、中州に新会場開設
2015年12月
小倉に新会場開設
2016年1月
本社をヒルトンホテル地下１階に移転
新宿会場リニューアル
2016年2月
CSR(社会貢献）活動 『あしなが育英会』寄付
2016年3月
岐阜、四日市、熊本に新会場開設
2016年4月
池袋、池袋個室、東京個室、横浜、横浜個室、天神個室に新会場開設
2016年6月
仙台に新会場開設
2016年7月
札幌に新会場開設
2016年8月
和歌山、水戸、滋賀に新会場開設
2016年9月
京都②、鹿児島、姫路に新会場開設
2016年10月
名古屋に個室新会場開設
2016年12月
札幌、博多に新会場開設
2017年1月
シャンクレールWebサイト全面リニューアル
新宿に個室新会場開設
2017年3月
栄、函館、青森に新会場開設
2017年4月
名古屋個室、浜松、天神、旭川、郡山、福島に新会場開設
月間動員数50,000人突破
2017年6月
千葉に新会場開設
2017年6月
千葉に新会場開設
2017年8月
仙台、表参道に新会場開設
2017年9月
立川に新会場開設
2017年10月
広島に新会場開設
2018年3月 岡山に新会場開設
2018年4月 熊本に新会場開設
2018年5月 大宮、京都に新会場開設
2018年11月 神戸に新会場開設
2018年11月 金沢に新会場開設
2018年12月 新潟に新会場開設
2019年1月 富山に新会場開設
2019年2月 シャンクレールWebサイト全面リニューアル
2019年5月 累計カップル数200万組突破
2019年10月 高山に新会場開設
2019年11月 徳島、松山に新会場開設
2019年12月 高知に新会場開設